# Wierobiejki
Wierobiejki (biał. Верабейкі; ros. Веробейки) – wieś na Białorusi, w obwodzie grodzieńskim, w rejonie świsłockim, w sielsowiecie Werdomicze.
W dwudziestoleciu międzywojennym leżały w Polsce, w województwie białostockim, w powiecie wołkowyskim, w gminie Porozów.

## Urodzeni w Wierobiejkach
- Eugeniusz Szumiejko – polski astronom, działacz opozycji demokratycznej w PRL, współtwórca struktur NSZZ „Solidarność”, a po wprowadzeniu stanu wojennego działacz jej struktur podziemnych[3].
- Edward Wołonciej – polski adwokat, dramatopisarz, autor pamiętników, powstaniec warszawski, dowódca Brygady Syndykalistycznej[4].